# 梅吕埃斯
梅吕埃斯（法語：Meyrueis，法語發音：[mɛʁɥɛs]）是法国洛泽尔省的一个市镇，位于该省南部偏西，属于弗洛拉克区。

## 地名
该地名“Meyrueis”发音为[mɛʁɥɛs]，末尾字母“s”发音，《世界地名翻译大辞典》与《世界地名译名词典》将其误译作“梅吕埃”。

## 地理
梅吕埃斯（44°10'42"N, 3°25'46"E）面积104.68 平方千米，位于法国奧克西塔尼大區洛泽尔省，该省份为法国南部内陆省份，北起上盧瓦爾省和康塔爾省，西接阿韦龙省，南至加尔省，东临阿尔代什省。
与梅吕埃斯接壤的市镇（或旧市镇、城区）包括：韦罗、于尔-拉帕拉德、加蒂济耶尔、巴叙雷尔、圣索沃尔-康普里约、拉尼埃若勒、瓦勒代古阿勒。
梅吕埃斯的时区为UTC+01:00、UTC+02:00（夏令时）。

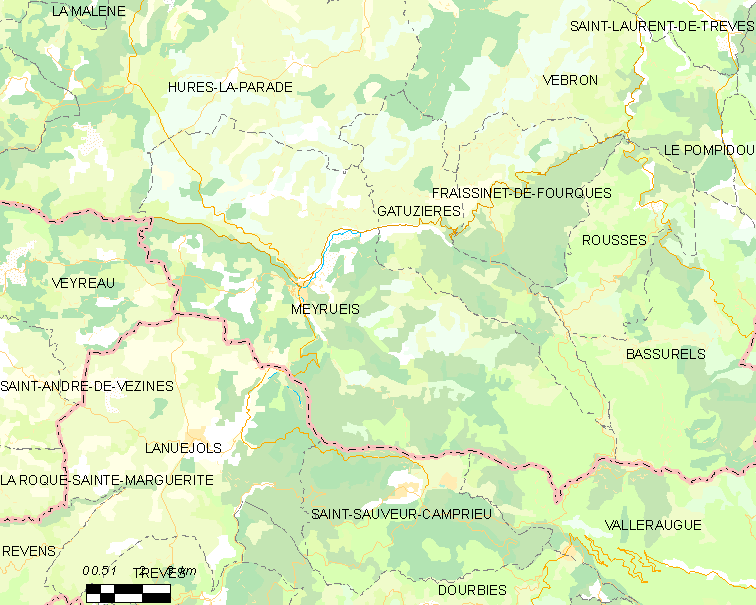
梅吕埃斯的OSM定位图

## 行政
梅吕埃斯的邮政编码为48150，INSEE市镇编码为48096。

## 政治
梅吕埃斯所属的省级选区为弗洛拉克三河镇县。

## 交通
洛泽尔省省道D986线和D996线在梅吕埃斯境内交汇。

## 人口

1962-2008年间梅吕埃斯人口变化图示

梅吕埃斯于2022年1月1日时的人口数量为778人。